# Liga de Elite
A Liga de Elite (anteriormente conhecida como Campeonato da 1ª Divisão do Futebol) é o primeiro escalão do futebol em Macau. É organizada pela Associação de Futebol de Macau e realizada desde 1948.
O vencedor da competição qualifica-se para a Copa da AFC, o segundo torneio continental mais importante da Ásia. A liga rebaixa para a 2ª Divisão de Macau, da qual dois times são promovidos anualmente. 
O atual detentor do título é o Chao Pak Kei, do treinador brasileiro Gilmar Tadeu.

## História
Muitas marcas foram deixadas pelos colonizadores portugueses em Macau, e o futebol é uma delas. A associação de futebol local foi fundada em 1939, ainda na época da colônia, e o primeiro campeonato foi disputado em 1948.
Em 1999, Macau foi devolvida à China pelos portugueses e, na temporada 2000-01, a 1ª Divisão do campeonato passou a denominar-se Liga de Elite.

## Campeões
| Ano     | Campeão           | Vice-campeão |
| ------- | ----------------- | ------------ |
| 1948-49 | Polícia           | —            |
| 1950    | Sporting de Macau | —            |
| 1951-61 | desconhecido      | —            |
| 1962    | Sporting de Macau | —            |
| 1963    | Sporting de Macau | —            |
| 1964    | Hong Lok          | —            |
| 1965    | Macao Post Office | —            |
| 1966-72 | desconhecido      | —            |
| 1973    | Polícia           | —            |
| 1974-84 | desconhecido      | —            |
| 1985    | Wa Seng           | —            |
| 1986    | Hap Kuan          | —            |
| 1987    | Hap Kuan          | —            |
| 1988    | Wa Seng           | —            |
| 1989    | Hap Kuan          | —            |
| 1990    | Hap Kuan          | —            |
| 1991    | Sporting de Macau | —            |
| 1992    | Lam Pak           | —            |
| 1993    | Leng Ngan         | —            |
| 1994    | Lam Pak           | —            |
| 1995    | Artilheiros       | —            |
| 1996    | Artilheiros       | —            |
| 1997    | Lam Pak           | —            |
| 1998    | Lam Pak           | —            |
| 1999    | Lam Pak           | —            |

| Ano     | Campeão           | Vice-campeão         |
| ------- | ----------------- | -------------------- |
| 2000    | Polícia           | Lam Pak              |
| 2001    | Lam Pak           | Autoridade Monetária |
| 2002    | Monte Carlo       | Polícia              |
| 2003    | Monte Carlo       | Polícia              |
| 2004    | Monte Carlo       | Polícia              |
| 2005    | Polícia           | Lam Pak              |
| 2006    | Lam Pak           | Monte Carlo          |
| 2007    | Lam Pak           | Vong Chiu            |
| 2007–08 | Monte Carlo       | Lam Pak              |
| 2009    | Lam Pak           | Windsor Arch Ka I    |
| 2010    | Windsor Arch Ka I | FC Porto de Macau    |
| 2011    | Windsor Arch Ka I | Monte Carlo          |
| 2012    | Windsor Arch Ka I | Monte Carlo          |
| 2013    | Monte Carlo       | Benfica de Macau     |
| 2014    | Benfica de Macau  | Sporting de Macau    |
| 2015    | Benfica de Macau  | Windsor Arch Ka I    |
| 2016    | Benfica de Macau  | Windsor Arch Ka I    |
| 2017    | Benfica de Macau  | Monte Carlo          |
| 2018    | Benfica de Macau  | Chao Pak Kei         |
| 2019    | Chao Pak Kei      | Cheng Fung           |
| 2020    | Benfica de Macau  | Chao Pak Kei         |
| 2021    | Chao Pak Kei      | Benfica de Macau     |
| 2022    | Chao Pak Kei      | Monte Carlo          |
| 2023    | Chao Pak Kei      | Benfica de Macau     |
| 2024    | Benfica de Macau  | Chao Pak Kei         |

### Títulos por clube
| Club                      | Titles |
| ------------------------- | ------ |
| Lam Pak                   | 9      |
| Monte Carlo               | 5      |
| Benfica de Macau          | 5      |
| Polícia Segurança Pública | 5      |
| Sporting de Macau         | 4      |
| Hap Kuan                  | 4      |
| Windsor Arch Ka I         | 3      |
| Chao Pak Kei              | 3      |
| Wa Seng                   | 2      |
| Artilheiros               | 2      |
| Hong Lok                  | 1      |
| Macau Post Office         | 1      |
| Leng Ngan                 | 1      |